# Pre-eiaculazione

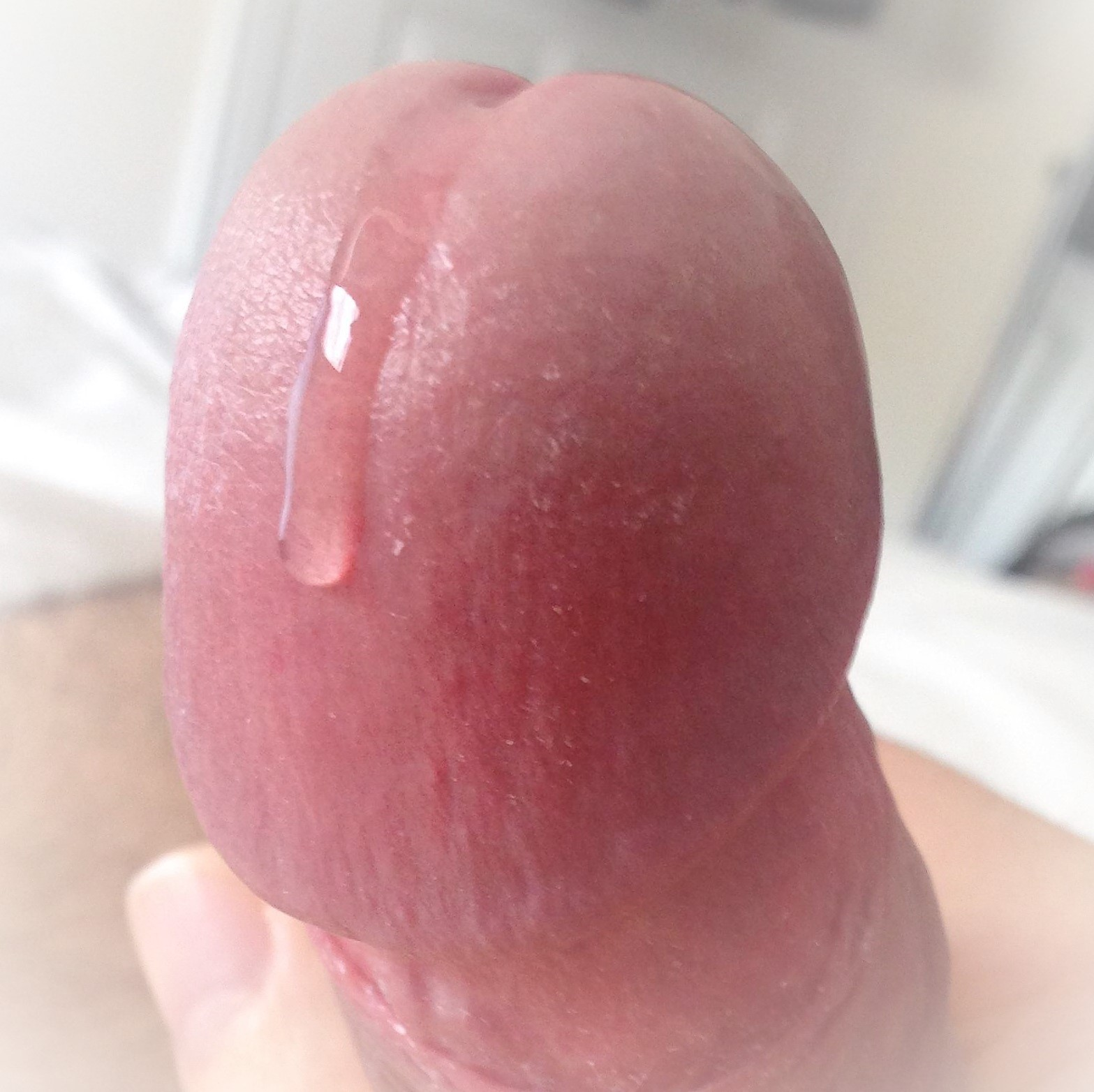
Liquido di Cowper

La secrezione pre-eiaculatoria, o liquido di Cowper (altri nomi sono: secretio ex libidine, liquido preorgasmico, liquido prostatico, liquido prespermatico, liquido preseminale, LPS, precum) è il liquido trasparente, incolore o biancastro e viscoso espulso dall'uretra del pene dell'uomo in situazione di eccitazione sessuale.
Viene prodotto dalle ghiandole di Cowper (o ghiandole bulbouretrali) durante la masturbazione, i preliminari e le fasi iniziali di un rapporto sessuale, ma anche durante la penetrazione precedentemente all'orgasmo e all'eiaculazione dello sperma.

## Funzione
La sua funzione è quella di neutralizzare l'acidità dell'uretra e quindi di preparare un ambiente idoneo al passaggio del liquido seminale vero e proprio, lubrificando il lume uretrale (condotto dell'uretra peniena). A tale scopo, questo fluido può essere secreto prima dell'eiaculazione.

## Composizione
Non sono noti studi su larga scala riguardo alla presenza di sperma nel liquido di Cowper. Indagini su campioni ridotti di popolazione hanno rilevato l'assenza di tracce di spermatozoi. Tuttavia la presenza di spermatozoi può essere causata dallo stesso liquido che lubrificando l'uretra trasporta con sé eventuali residui di sperma presenti da una eiaculazione precedentemente avuta..
Gli stessi studi hanno messo in luce la possibilità per il fluido di veicolare il virus dell'HIV, causante l'AIDS.